# Orangekronad elenia
Orangekronad elenia< (Elaenia ruficeps) är en fågel i familjen tyranner inom ordningen tättingar.

## Utseende och läte
Orangekronad elenia är en oansenlig tecknad tyrann. Den skiljs från andra elenior genom diffus streckning på undersidan, ett rätt svagt tecknat vingband och avsaknad av huvudtofs. Det roströda inslaget i hjässan som gett arten dess namn är svårt att se i fält. Lätet består av en eller två udda, morrande toner, ofta avgivna i duett.

## Utbredning och systematik
Fågeln förekommer från sydöstra Colombia till Guyana, södra Venezuela och norra Amazonområdet i Brasilien. Den behandlas som monotypisk, det vill säga att den inte delas in i några underarter.

## Levnadssätt
Orangekronad elenia hittas i savannbuskmarker på eroderade sandjordar. Där ses par sitta i buskar eller småträd, varifrån den gör utfall till lövverket på jakt efter insekter. Den slår vanligen inte följe med andra arter.

## Status
Arten har ett stort utbredningsområde och beståndet anses vara stabilt. Internationella naturvårdsunionen IUCN listar den därför som livskraftig (LC).

## Namn
Elenia är en försvenskning av det vetenskapliga släktesnamnet Elaenia, som i sin tur kommer från grekiskans elaineos, "från olivolja", det vill säga olivfärgad.